# Ibrahim Touré
Ne pas confondre avec le footballeur sénégalais Ibrahima Touré.
Pour les articles homonymes, voir Touré.
Ibrahim Touré est un footballeur ivoirien né le 27 septembre 1985 à Bouaké et mort le 19 juin 2014 à Manchester des suites d'un cancer.

## Biographie
Au mercato d'été 2006, Ibrahim Touré signe un contrat d'un an avec l'OGC Nice en marge de la reprise du groupe professionnel. 
Ibrahim Touré ne joue cependant aucun match en Ligue 1 sous les couleurs de l'OGC Nice et doit se contenter de l'équipe réserve.
À l'issue de la saison il retourne alors en Ukraine, au Metalurg Donetsk. Après un bref passage à l'ASEC Mimosas, il rejoint en 2009 le club syrien d'Al Ittihad Alep. Il remporte la Coupe de l'AFC avec cette équipe.
Ibrahim Touré est le frère de Yaya Touré et de Kolo Touré.

## Palmarès
- Vainqueur de la Coupe de l'AFC en 2010 avec l'Al Ittihad Alep (non sélectionné sur la feuille de match de la finale)